# Pinguicula gypsicola
Pinguicula gypsicola ist eine fleischfressende Pflanze aus der Gattung der Fettkräuter  (Pinguicula).

## Beschreibung

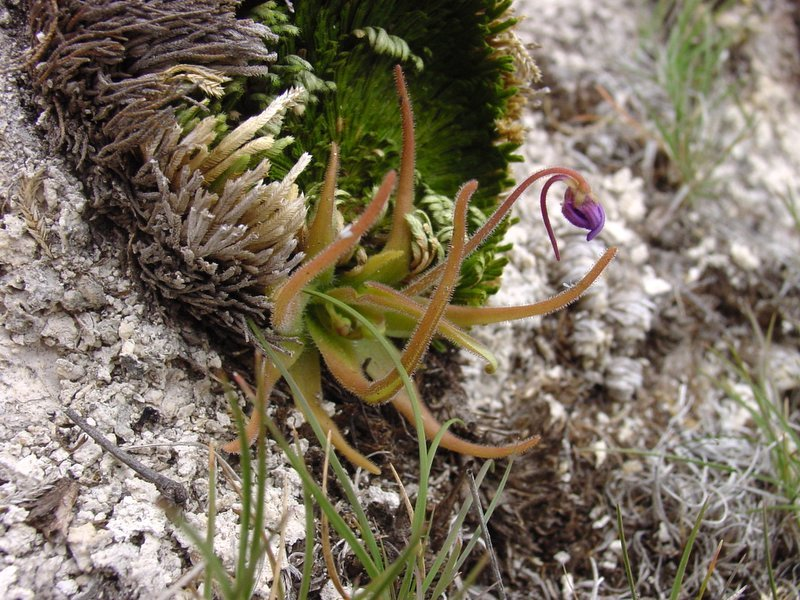
Pinguicula gypsicola in situ

Die Sommerrosette von Pinguicula gypsicola hat lineal-lanzettliche, fein bewimperte Blätter, 4 bis 7, gelegentlich bis zu 13 Zentimeter lang. Zum Winter hin bildet sie eine Winterrosette mit einem Durchmesser von nur zwei bis vier Zentimetern, die aus zahlreichen, winzigen, fast schuppenartigen Blättchen besteht. An einem bis zu 17 Zentimeter hoch wachsenden Blütenstängel steht eine lang gespornte, große, violett-purpurne Blüte, die der eines Veilchens ähnelt. Pinguicula gypsicola blüht gleichermaßen aus der Winter- wie der Sommerrosette.
Die Chromosomenzahl beträgt 2n = 22.

## Verbreitung
Pinguicula gypsicola ist ein Lithophyt, der auf nassem, reinen Gipsgestein in Mexiko beheimatet ist. Die Pflanze ist nur von zwei, rund fünfzig Kilometern auseinanderliegenden Standorten im Bundesstaat San Luis Potosí bekannt. Sie bevorzugt schattige Standorte, die im Winter vollkommen trockenfallen und Temperaturen unter 0 °C ausgesetzt sind und tritt vergesellschaftet mit anderen Xerophyten wie Cactaceae,  Agave stricta, Selaginella cuspidata,  Agave striata,  Dasylirion longissimum,  Dodonea viscosa und Hechtia glomerata auf. 

## Systematik
Die Art wurde 1911 von Townshend Stith Brandegee (* 1843 bis † 1925), einem kalifornischen Botaniker, erstbeschrieben und wird in die Sektion Orcheosanthus gestellt. Das Artepitheton bedeutet so viel wie „gipsbewohnend“ und verweist auf den Standort.